# Meidericher Spielverein Duisburg
Il Meidericher Spielverein Duisburg, spesso abbreviato in MSV Duisburg o anche solo Duisburg, è una società calcistica tedesca con sede a Duisburg, città della valle della Ruhr. Milita nella 3. Liga, la terza divisione del calcio tedesco.
Il Duisburg nella sua storia ha avuto come miglior posizione in campionato il secondo posto nella Bundesliga 1963-1964, inoltre ha raggiunto per quattro volte la finale della Coppa di Germania; a livello internazionale il miglior risultato è invece la semifinale, raggiunta nella Coppa UEFA 1978-1979.

## Storia
Il club viene fondato nel 1902 come Meidericher Spielverein nella città di Meiderich, in seguito divenuta un distretto di Duisburg. Nel 1905 il Meidericher SV si fonde con il Viktoria Meiderich e comincia a partecipare ai campionati locali, dove ottiene le prime vittorie. Rimane anche un paio di stagioni senza sconfitte tra il 1913 e il 1914, segnando 113 gol e subendone solo 12. Nel 1929 il club vince invece il primo campionato del Niederrhein, che lo fa partecipare per la prima volta al campionato nazionale; qui viene però subito eliminato, e lo stesso accade anche due stagioni dopo.
Nel dopoguerra il calcio tedesco viene riorganizzato in cinque massime divisioni, e il Meidericher SV viene promosso per la prima volta in una di queste, l'Oberliga West, nel 1951. Tranne che per una sola stagione milita in questa competizione ininterrottamente fino al 1963, anno in cui in Germania Ovest nasce la Bundesliga. Il club è uno dei sedici ammessi alla prima stagione, che viene conclusa con il secondo posto alle spalle del Colonia. Due anni dopo, invece, la squadra accede per la prima volta alla finale della Coppa di Germania, ma è battuta 4-2 dal Bayern Monaco.

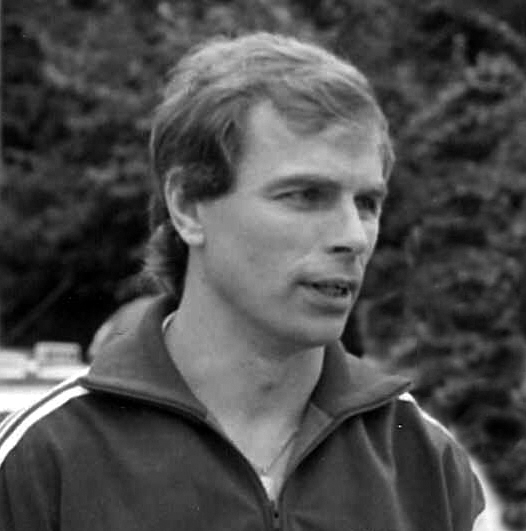
Bernard Dietz nel 1985

Nel 1966 il club cambia nome in Meidericher Spielverein Duisburg, e continua a giocare in Bundesliga. Pur rimanendo sempre nella parte medio-bassa della graduatoria arriva nuovamente alla finale della Coppa nazionale nel 1975, dove viene però sconfitto dall'Eintracht Frankfurt. Grazie a questo traguardo, comunque, il Duisburg partecipa alla Coppa UEFA 1975-1976; viene però eliminato dal Levski Sofia nel secondo turno. Il club termina il campionato 1977-1978 al sesto posto, e partecipa nuovamente alla Coppa UEFA; i tedeschi, grazie anche agli 8 gol segnati da Ronald Worm arrivano a disputare la semifinale della manifestazione, ma ad accedere alla finale sono i connazonali e futuri vincitori del Borussia Mönchengladbach. In questo periodo milita in squadra anche Bernard Dietz, che vince da capitano gli Europei 1980 con la maglia della nazionale tedesca.
La retrocessione in Zweite Bundesliga arriva però al termine della stagione 1981-1982. Già due anni dopo il club ha la possibilità di tornare in massima divisione: Roland Wohlfarth diventa capocannoniere e il Duisburg arriva al terzo posto; viene però sconfitto dall'Eintracht Frankfurt nel play-off. Dopo aver sfiorato la promozione arriva una nuova retrocessione, tanto che nella seconda metà degli anni ottanta la squadra trascorre tre anni in Oberliga Nordrhein. La prima parte degli anni novanta viene trascorsa tra la Bundesliga e la seconda divisione, la seconda parte, invece, sempre in Bundesliga. Il club disputa nuovamente la finale della coppa nazionale nell'edizione 1997-1998, ma anche questa volta è il Bayern a vincere il trofeo; il Duisburg partecipa comunque all'ultima edizione della Coppa delle Coppe, ma viene sconfitto dal Genk nel primo turno.
Il Duisburg trascorre gli anni duemila quasi interamente in seconda divisione, eccetto le stagioni 2005-2006 e 2007-2008, quando è in Bundesliga, ma termina ambedue le volte all'ultimo posto. La quarta finale di coppa viene disputata nella stagione 2010-2011, mentre il club milita in seconda divisione, ed è persa per 5-0 contro lo Schalke 04. Una nuova retrocessione arriva al termine della stagione 2012-2013: questa volta al club viene negata la licenza ed è così retrocesso in 3. Liga. Torna in 2. Fußball-Bundesliga per la stagione 2015-2016, che però conclude al terzultimo posto, retrocedendo nuovamente in 3. Liga. Nella 2017-2018 il club risale dalla terza divisione e conclude la stagione con un ottimo 7º posto, ma l'anno dopo retrocede nuovamente in terza serie, a causa della penultima piazza.

## Cronistoria
Fonte

## Colori e simboli

### Colori
I colori della maglia del Duisburg sono il bianco e il blu, che formano delle strisce orizzontali, mentre i pantaloncini e i calzettoni sono bianchi con risvolto blu.

### Simboli ufficiali

#### Stemma
Il simbolo del Duisburg è composto da una zebra a strisce bianche e blu, vicino a un cerchio sempre in questi due colori; nel suo bordo compare la scritta "Meidericher SV 02 Duisburg", mentre al suo interno si trovano le lettere "MSV" intrecciate.

## Strutture

### Stadio

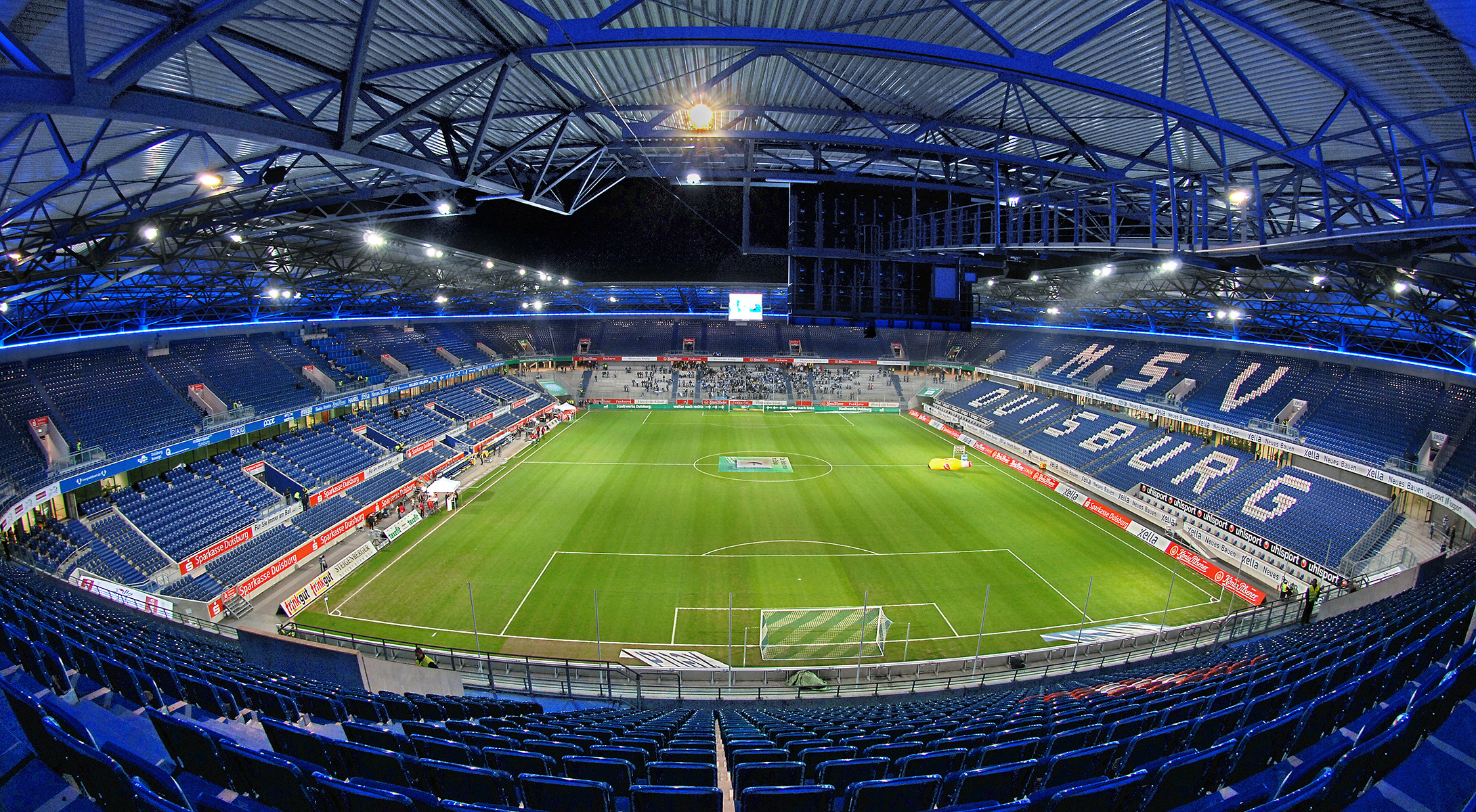
Veduta panoramica della Schauinsland-Reisen-Arena.

Dal 2004 il club disputa le proprie gare interne nella Schauinsland-Reisen-Arena, che sorge a Duisburg e che può ospitare 31.500 spettatori. Nella sua storia ha ospitato gli allenamenti dell'Italia che ha vinto il campionato del mondo 2006, ed era nota come "MSV-Arena".
In precedenza il Duisburg giocava nel Wedaustadion, che era stato inaugurato nel 1921.

## Allenatori e presidenti
Tutti gli allenatori a partire dal 1963, anno di nascita della Bundesliga:
- 1963-1964  Rudi Gutendorf
- 1964-1965  Rudi Gutendorf (01 lug.-01 mar.)
 Ömmes Schmidt (02 mar.-30 giu.)
- 1965-1967  Hermann Eppenhoff
- 1967-1968  Gyula Lóránt
- 1968-1970  Robert Gebhardt
- 1970-1973  Rudi Faßnacht
- 1973-1974  Rudi Faßnacht (01 lug.-20 ott.)
 Willibert Kremer (22 ott.-30 giu.)
- 1974-1975  Willibert Kremer
- 1975-1976  Willibert Kremer (01 lug.-18 mar.)
 Rolf Schafstall (19 mar.-30 giu.)
- 1976-1977  Otto Knefler
- 1977-1978  Otto Knefler,
 Carl-Heinz Rühl
- 1978-1979  Rolf Schafstall
- 1979-1980  Heinz Höher (01 lug.-10 feb.)
 Friedhelm Wenzlaff (11 feb.-30 giu.)
- 1980-1981  Friedhelm Wenzlaff (01 lug.-29 nov.)
 Kuno Klötzer (30 nov.-30 giu.)
- 1981-1982  Kuno Klötzer
- 1982-1983  Siegfried Melzig (01 lug.-20 apr.)
 Günter Preuß (21 apr.-13 mag.)
 Luis Zacarias (13 mag.-30 giu.)
- 1983-1985  Luis Zacarias
- 1985-1986  Luis Zacarias (01 lug.-12 set.)
 Helmut Witte (13 set.-19 mar.)
 Friedhelm Vos (20 mar.-30 giu.)
- 1986-1989  Detlef Pirsig
- 1989-1991  Willibert Kremer
- 1991-1992  Willibert Kremer (01 lug.-20 apr.)
 Uwe Reinders (20 apr.-30 giu.)
- 1992-1993  Uwe Reinders (01 lug.-23 mar.)
 Ewald Lienen (23 mar.-30 giu.)
- 1993-1994  Ewald Lienen
- 1994-1995  Ewald Lienen (01 lug.-01 nov.)
 Hannes Bongartz (01 nov.-30 giu.)
- 1995-1996  Hannes Bongartz (01 lug.-13 mag.)
 Friedhelm Funkel (14 mag.-30 giu.)
- 1996-1999  Friedhelm Funkel
- 1999-2000  Friedhelm Funkel (01 lug.-19 mar.)
 Seppo Eichkorn (20 mar.-30 giu.)
- 2000-2001  Wolfgang Frank (01 lug.-15 ott.)
 Seppo Eichkorn (16 ott.-31 mag.)
 Pierre Littbarski (25 giu.-30 giu.)
- 2001-2002  Pierre Littbarski
- 2002-2003  Pierre Littbarski (01 lug.-03 nov.)
 Bernard Dietz (04 nov.-31 dic.)
 Norbert Meier (04 gen.-30 giu.)
- 2003-2005  Norbert Meier
- 2005-2006  Norbert Meier (01 lug.-08 dic.)
 Heiko Scholz (09 dic.-17 dic.)
 Jürgen Kohler (18 dic.-04 apr.)
 Heiko Scholz (05 apr.-30 giu.)
- 2005-2008  Rudi Bommer
- 2008-2009  Rudi Bommer (01 lug.-09 nov.)
 Heiko Scholz (12 nov.-16 nov.)
 Peter Neururer (17 nov.-30 giu.)
- 2009-2010  Peter Neururer (01 lug.-30 nov.)
 Milan Šašić (02 nov.-30 giu.)
- 2010-2011  Milan Šašić
- 2011-2012  Milan Šašić (01 lug.-27 ott.)
 Oliver Reck (28 ott.-30 giu.)
- 2012-2013  Oliver Reck (01 lug.-25 ago.)
 Ivica Grlić (27 ago.-31 ago.)
 Kosta Runjaić (01 set.-30 giu.)
- 2013-2014  Karsten Baumann
- 2014-2015  Gino Lettieri
- 2015-2016  Gino Lettieri (01 lug.-01 nov.)
 Ilija Gruev (03 nov.-30 giu.)
- 2016-2018  Ilija Gruev
- 2018-2019  Ilia Gruev (01 lug.-30 set.)
 Torsten Lieberknecht (01 gen.-30 giu.)
- 2019-2020  Torsten Lieberknecht
- 2020-2021  Gino Lettieri
- 2021-2022  Pavel Dochev (01 lug.-07 ott.)
 Uwe Schubert (07 ott.-18 ott.)
 Hagen Schmidt (18 ott.-)

## Calciatori

### Vincitori di titoli
- Campioni d'Europa

  Michael Bella (Belgio 1972)
  Bernard Dietz (Italia 1980)

## Palmarès

### Competizioni nazionali
- 3. Liga: 1

2016-2017

### Competizioni regionali
- Fußball-Regionalliga: 1

2024-2025

### Competizioni internazionali
- Coppa Intertoto: 3

1974, 1977, 1978

### Competizioni giovanili
- Under-19 Bundesliga: 3

1971-1972, 1976-1977, 1977-1978

### Altri piazzamenti
- Campionato tedesco:

Secondo posto: 1963-1964
- Coppa di Germania:

Finalista: 1965-1966, 1974-1975, 1997-1998, 2010-2011
Semifinalista: 1977-1978, 1990-1991
- 2. Fußball-Bundesliga:

Secondo posto: 1990-1991, 1992-1993, 2004-2005
Terzo posto: 1983-1984, 1995-1996, 2006-2007
- 3. Liga:

Secondo posto: 2014-2015
- Coppa UEFA:

Semifinalista: 1978-1979
- Coppa Intertoto UEFA:

Finalista: 1997
Semifinalista: 1999

## Statistiche e record

### Partecipazione ai campionati e ai tornei internazionali

#### Campionati nazionali
Il club ha anche una lunga militanza nell'Oberliga West, ed è stata una dei sedici che ha preso parte alla prima edizione della Bundesliga, Qui raggiunge subito il miglior piazzamento, il secondo posto, e viene retrocesso per la prima volta solo al termine del campionato 1981-1982.
Dalla stagione 1963-1964 alla 2020-2021 compresa il club ha ottenuto le seguenti partecipazioni ai campionati nazionali:
| Livello | Categoria             | Partecipazioni | Debutto   | Ultima stagione | Totale |
| ------- | --------------------- | -------------- | --------- | --------------- | ------ |
| 1º      | Bundesliga            | 28             | 1963-1964 | 2007-2008       | 28     |
| 2º      | 2. Bundesliga         | 22             | 1982-1983 | 2018-2019       | 22     |
| 3º      | 3. Liga               | 5              | 2013-2014 | 2020-2021       | 8      |
| 3º      | Am.Oberliga Nordrhein | 3              | 1986-1987 | 1988-1989       | 8      |

#### Tornei internazionali
Nei tornei internazionali il club ha raggiunto come massimo traguardo la semifinale nella 1978-1979, dove è stato sconfitto nel derby col Borussia M'gladbach poi campione. Ha giocato anche una finale della Coppa Intertoto UEFA 1997, dove è stato sconfitto dall'Auxerre.
Alla stagione 2020-2021 il club ha ottenuto le seguenti partecipazioni ai tornei internazionali:
| Categoria                     | Partecipazioni | Debutto   | Ultima stagione |
| ----------------------------- | -------------- | --------- | --------------- |
| Coppa delle Coppe             | 1              | 1998-1999 | 1998-1999       |
| Coppa UEFA/UEFA Europa League | 2              | 1975-1976 | 1978-1979       |
| Coppa Intertoto               | 2              | 1997      | 1999            |

## Organico

### Rosa 2023-2024
| N. |                          | Ruolo | Calciatore           |
| -- | ------------------------ | ----- | -------------------- |
| 2  | Corea del Sud (bandiera) | D     | Young-jae Seo        |
| 3  | Germania (bandiera)      | C     | Ahmet Engin          |
| 4  | Germania (bandiera)      | D     | Dustin Bomheuer      |
| 5  | Germania (bandiera)      | D     | Leroy Kwadwo         |
| 6  | Germania (bandiera)      | D     | Gerrit Nauber        |
| 7  | Germania (bandiera)      | D     | Andreas Wiegel       |
| 8  | Germania (bandiera)      | D     | Migel-Max Schmeling  |
| 9  | Germania (bandiera)      | C     | Ahmet Engin          |
| 10 | Germania (bandiera)      | C     | Fabian Schnellhardt  |
| 11 | Germania (bandiera)      | C     | Marvin Knoll         |
| 12 | Russia (bandiera)        | A     | Stanislav Il'jučenko |
| 13 | Germania (bandiera)      | C     | Lukas Daschner       |
| 14 | Germania (bandiera)      | C     | Tim Albutat          |
| 15 | Paesi Bassi (bandiera)   | A     | John Verhoek         |
| 16 | Germania (bandiera)      | C     | Lukas Fröde          |

| N. |                     | Ruolo | Calciatore          |
| -- | ------------------- | ----- | ------------------- |
| 17 | Germania (bandiera) | C     | Kevin Wolze         |
| 18 | Germania (bandiera) | D     | Thomas Blomeyer     |
| 19 | Germania (bandiera) | A     | Richard Sukuta-Pasu |
| 20 | Brasile (bandiera)  | C     | Cauly               |
| 21 | Austria (bandiera)  | C     | Christian Gartner   |
| 22 | Germania (bandiera) | P     | Jonas Brendieck     |
| 23 | Germania (bandiera) | D     | Yanni Regäsel       |
| 24 | Ucraina (bandiera)  | A     | Borys Taščy         |
| 27 | Germania (bandiera) | P     | Daniel Mesenhöler   |
| 29 | Germania (bandiera) | D     | Sebastian Neumann   |
| 33 | Germania (bandiera) | C     | Moritz Stoppelkamp  |
| 39 | Marocco (bandiera)  | A     | Aziz Bouhaddouz     |
| 40 | Germania (bandiera) | A     | Alexander Esswein   |
|    | Germania (bandiera) | A     | Daniel Ginczek      |